# Idotea rufescens
Idotea rufescens är en kräftdjursart som beskrevs av Fee 1926. Idotea rufescens ingår i släktet Idotea och familjen tånglöss. Inga underarter finns listade i Catalogue of Life.